# Rotscheibiger Täubling
Der Rotscheibige Täubling (Russula rhodella) ist ein Pilz aus der Familie der Täublingsverwandten. Der kleine, mild schmeckende Täubling hat einen kupferroten Hut und ockerfarbene Lamellen. In Deutschland kann man den sehr seltenen Pilz nur an wenigen Fundstellen in Laubwäldern finden.

## Merkmale

### Makroskopische Merkmale
Der Hut ist 2–4 (5) cm breit und fast fleischig, der Rand ist zumindest im Alter schwach gerieft. Der Hut ist kupferrot gefärbt und hat etwa die gleiche Farbe wie der Ziegelrote Täubling, oder er ist etwas blasser oder tendiert mehr in Richtung purpurrot. Die Mitte ist oft mehr gelborange, der Rand eher rosa- bis fleischfarben. Die Huthaut ist jung oder bei Feuchtigkeit etwas schmierig glänzend, trocken, aber fast matt, manchmal annähernd samtig und reißt am Ende sogar ein wenig auf. Die Huthaut lässt sich fast ganz abziehen.
Die Lamellen sind sehr zerbrechlich und stehen ziemlich dicht. Sie sind recht breit, stumpf und am Stiel frei. In der Jugend sind sie zunächst weißlich, dann bei Reife blass ocker gefärbt. Auch das Sporenpulver ist blass ocker (IIIa-b nach Romagnesi).
Der Stiel ist 3–6 cm lang und 0,5–1 cm breit. Er ist meist weiß und nur in seltenen Fällen verwaschen rosa überlaufen. An der Basis wird er oft rostbraun-fleckig.
Das Fleisch ist weiß und gilbt kaum, unter der Huthaut ist es rosa gefärbt. Es hat keinen besonderen Geruch und schmeckt mild. Mit Guajak reagiert es schnell und intensiv.

### Mikroskopische Merkmale
Die Sporen sind (6) 7–8,5 (9) µm lang und 5–6 (7) µm breit und tragen ziemlich isoliert stehende stachlige Warzen, die auch teilweise aufgereiht sein können.
Die Zystiden sind fast 40–55 µm lang und 8–12 µm breit und oft appendikuliert. Die 2–4 (5) µm breiten Hyphenendzellen der Huthaut sind mehr oder weniger ausgefranst oder fast bauchig oder zitzenförmig. Manchmal sind sie auch gewunden oder zusammengezogen. Die Pileozystiden sind 5–8 µm breit und mehrfach septiert.

## Ökologie und Verbreitung
Wie alle Täublinge ist der Rotscheibige Täubling ein Mykorrhizapilz, der mit verschiedenen Laubbäumen eine symbiontische Beziehung eingehen kann. Dabei kommen wohl vorwiegend Rotbuchen und Eichen in Frage. In Frankreich können auch Esskastanien als Wirt dienen. Daher kann man den Pilz in Rotbuchen- und Eichen-Hainbuchenwäldern auf meist sauren Böden finden. Die Art kommt nur in Europa vor. Sie wurde in Frankreich, den Niederlanden, Belgien, und Deutschland nachgewiesen, doch überall ist sie sehr selten.

## Systematik

### Infragenerische Systematik
Der Rotscheibige Täubling ist die Typart der Untersektion Rhodellinae, einer Untersektion der Sektion Tenellae. Die Vertreter der Untersektion sind meist kleinere Täublinge mit mehr oder weniger rot oder orange gefärbten Hüten. Das Fleisch und der Stiel gilben nur wenig. Die mild schmeckenden Täublinge haben keinen oder nur einen sehr schwachen Geruch. Das Sporenpulver ist cremefarben bis ockergelb.

### Unterarten und Varietäten
- Russula rhodella var. heterosperma  Sarnari (1993)

Praktisch gleich wie die Typart. Die Varietät ist durch die variable Hutfarbe gekennzeichnet. Der Hut kann creme- bis fleischfarben, gelbbraun bis kupferrot, rotbraun oder lebhaft rot bis purpurrot gefärbt sein. Die Lamellen haben einen leicht scharfen Geschmack und das Fleisch bräunt nur schwach. Das Sporenpulver ist ockerfarben. Man kann die Täublinge unter Rotbuchen finden.

## Bedeutung
Wie alle mild schmeckenden Täublinge gilt auch der Rotscheibige Täubling als essbar.